# 袁兴华
袁兴华（1942年2月—），男，江苏铜山人，中华人民共和国军事人物，曾任浙江省军区司令员，中共浙江省委常委，第九届全国人大代表。